# کلدینگهام
کلدینگهام (به انگلیسی: Coldingham) یک روستا در بریتانیا است که در اسکاتلند واقع شده‌است.